# Набережная Афанасия Никитина
На́бережная Афана́сия Ники́тина (до 1923 — Заволжская набережная, до 1991 — Первомайская набережная) — набережная в заволжской части города Твери, проходит параллельно левому берегу Волги.

## География
Набережная Афанасия Никитина начинается на востоке у устья Тверцы и речного вокзала, заканчивается на западе у Артиллерийского переулка, после которого переходит в Санкт-Петербургское шоссе.
Общая протяжённость набережной составляет приблизительно 2,4 км.

## История
Территория, прилегавшая к набережной, заселялась с XIV—XV вв. (Заволжский посад), после крупного пожара в 1773 году застраивалась каменными домами. В 1930-х годах проводилась реконструкция набережной, уничтожены постройки Отроч монастыря и построен речной вокзал. В 1950-е — 1960-е, после сооружения Нового моста проведена новая реконструкция: разбит парк, берега частично забетонированы, создан пляж. В 1955 году открыт памятник Афанасию Никитину.

## Здания и сооружения
Здания и сооружения набережной, являющиеся объектами культурного наследия:
- Успенская церковь Отроч монастыря (д. 1)
- Здание Тверского государственного технического университета (д. 22)
- Здание казарм 8-го Гренадерского Московского полка (д. 36)
- Воскресенская церковь (церковь трёх исповедников) (д. 38)
- Дом Зубчаниновых (д. 44)
- Жилой дом с торговыми помещениями (д. 46)
- Памятник Афанасию Никитину
- Памятник морякам-подводникам

## Организации и учреждения
На улице находятся:
- Тверской речной вокзал (д. 3)
- Тверское художественное училище (д. 46)
- Магазин «Охотник» (д. 74)
- Книжный магазин «Молодая гвардия» (д. 80)

## Галерея

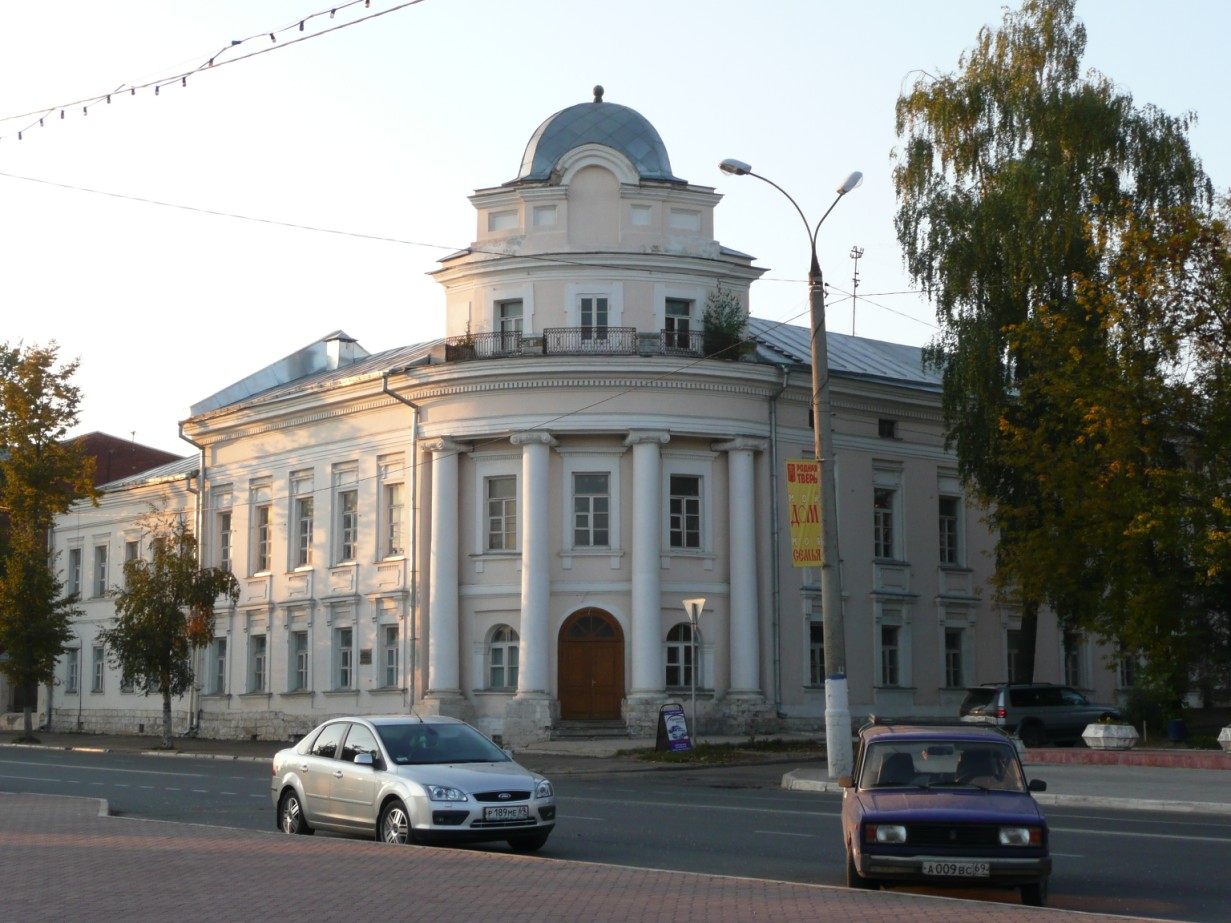
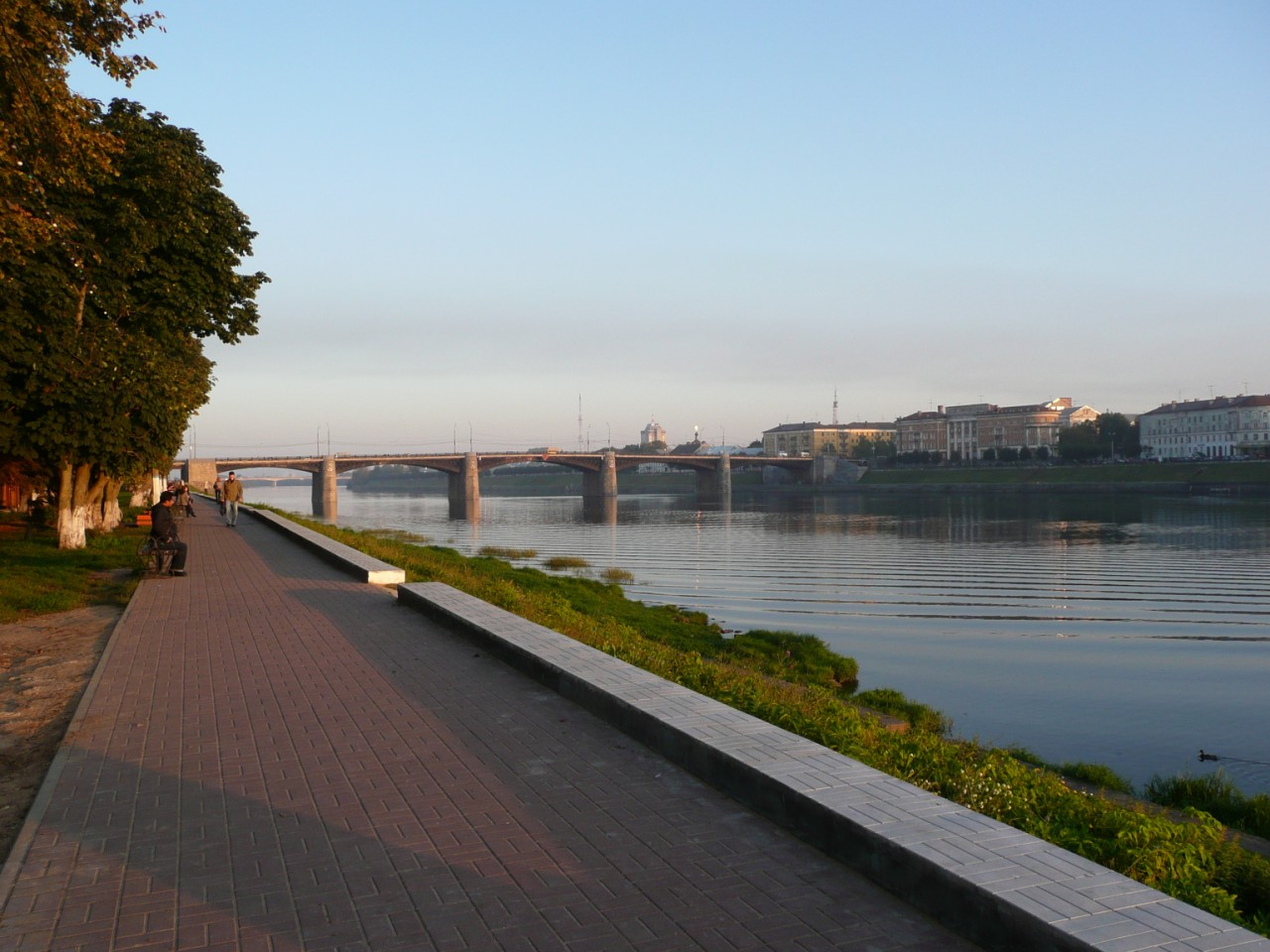
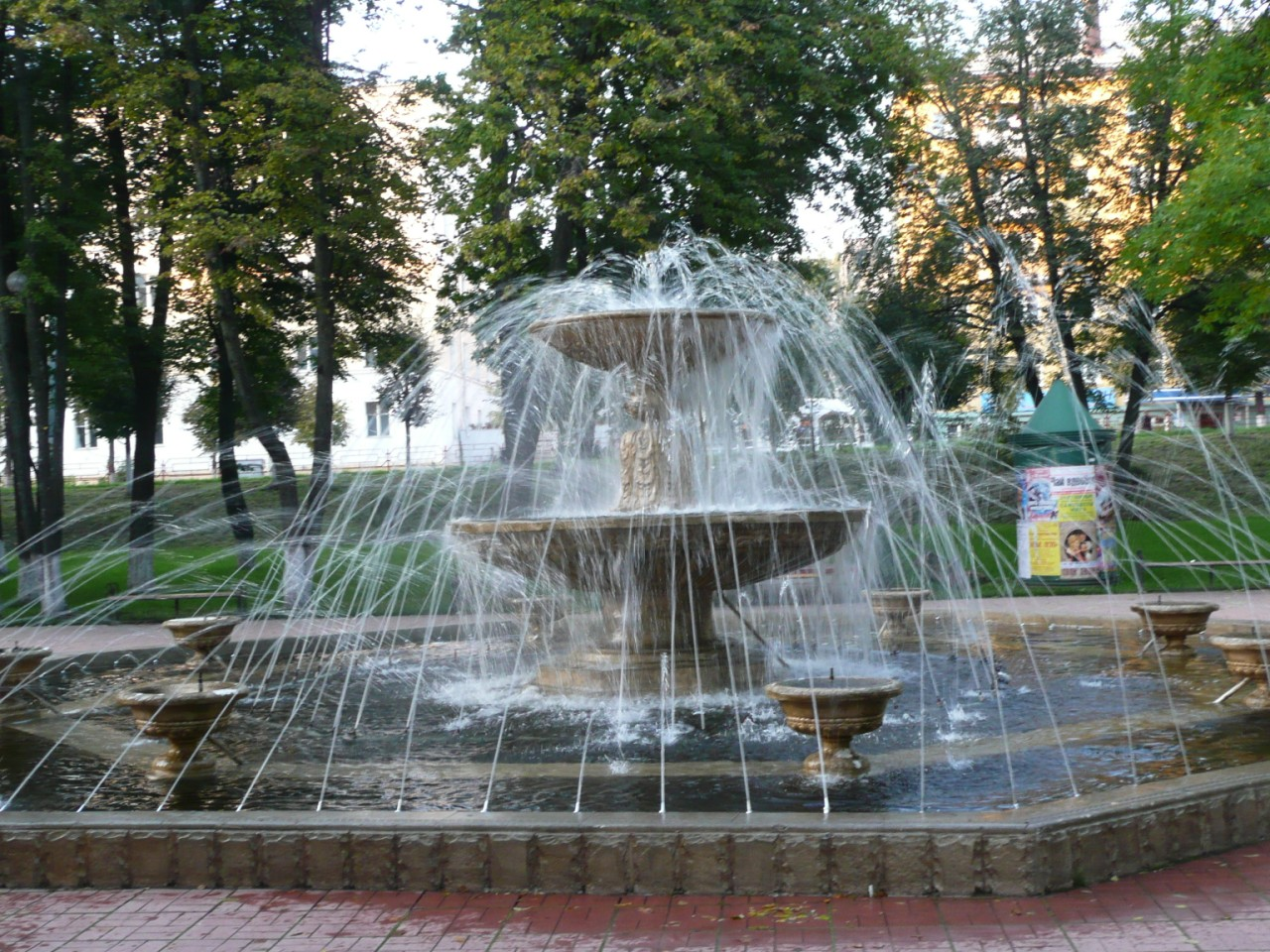
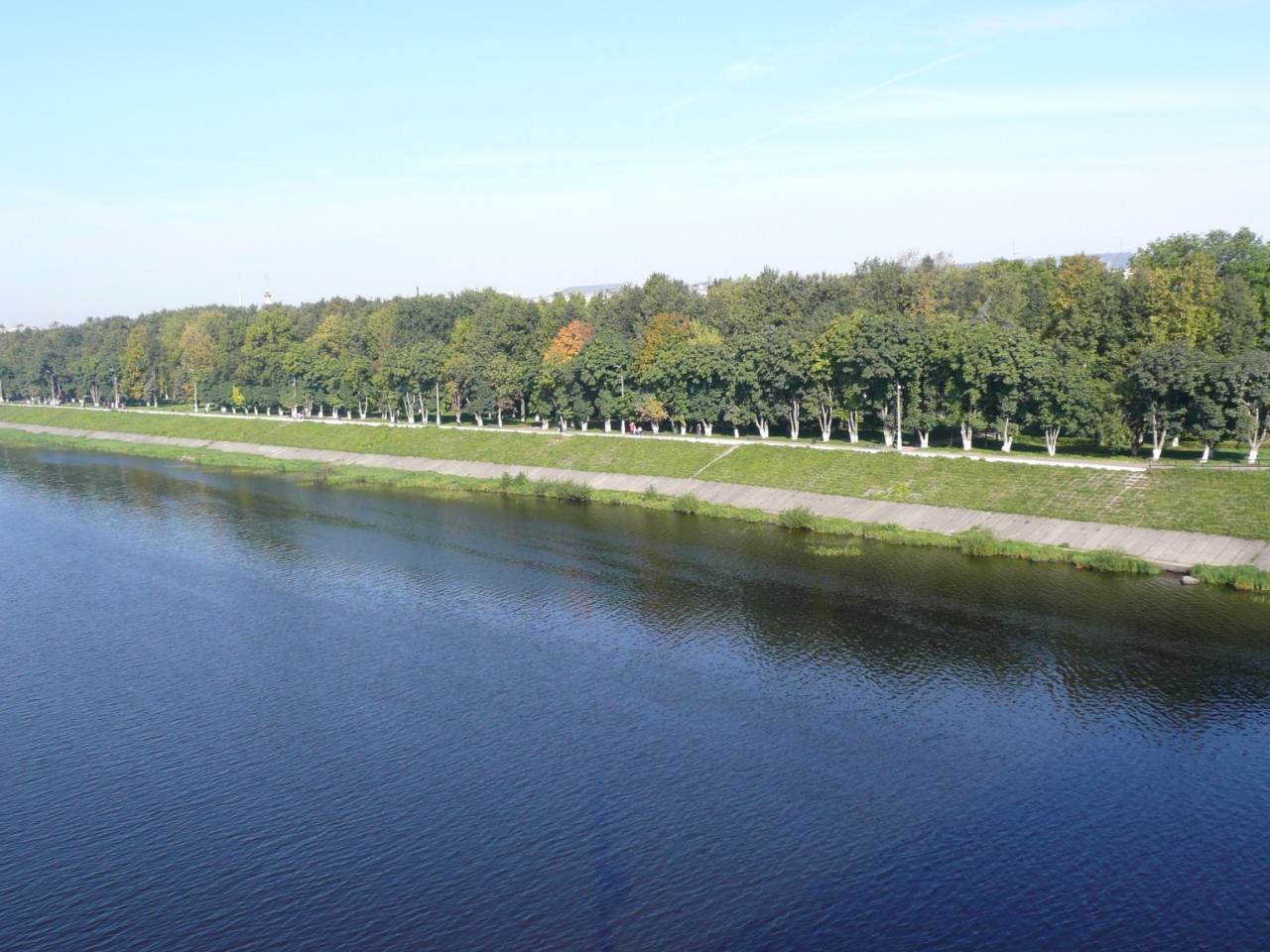
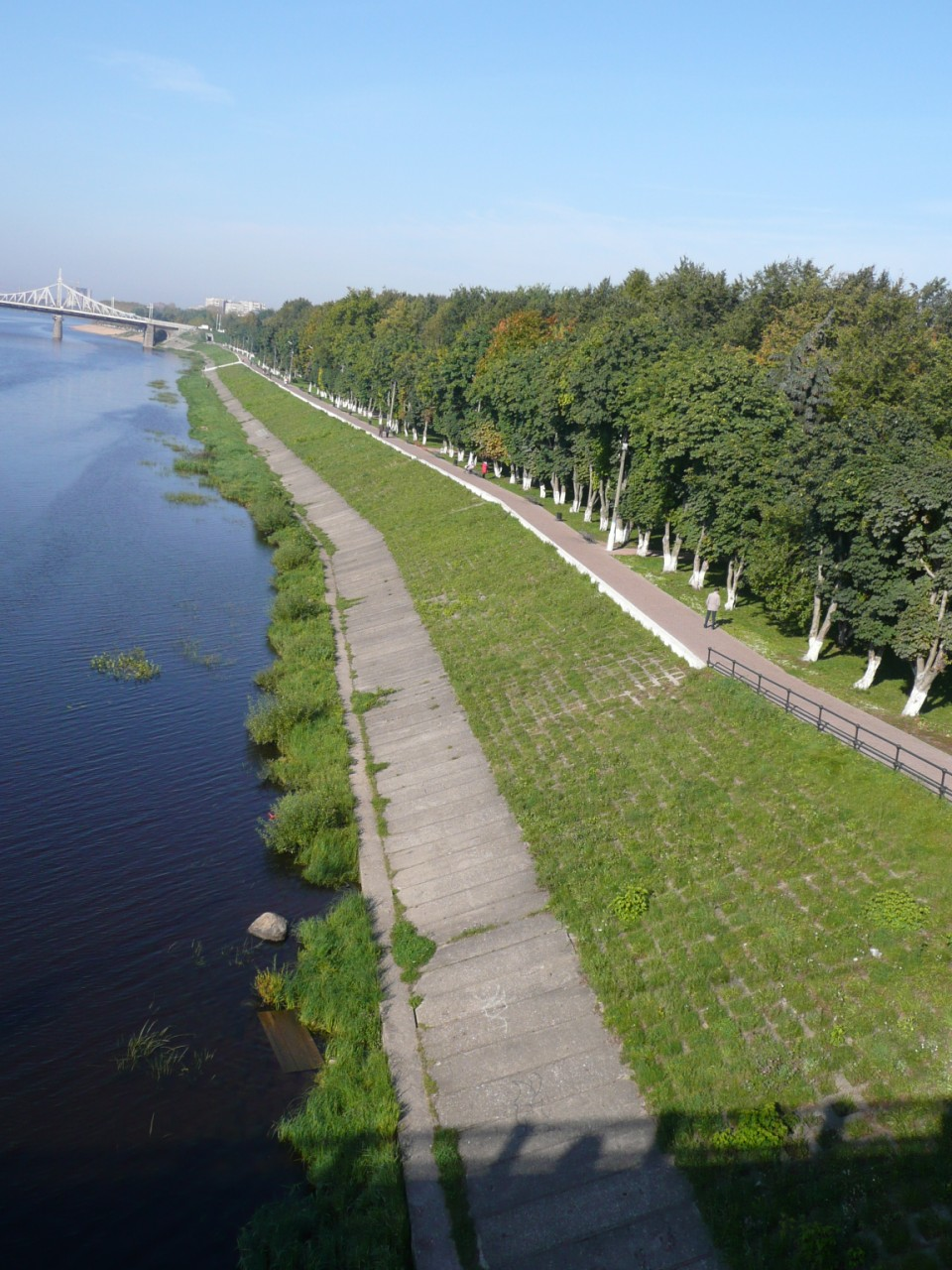